# Xã Arrowsmith, Quận McLean, Illinois
Xã Arrowsmith (tiếng Anh: Arrowsmith Township) là một xã thuộc quận McLean, tiểu bang Illinois, Hoa Kỳ. Năm 2010, dân số của xã này là 502 người.